# Sam Fender
 (juillet 2025).
Samuel Thomas Fender, dit Sam Fender, né le 25 avril 1994 à North Shields (Royaume-Uni), est un auteur-compositeur-interprète et musicien britannique.

## Biographie
Sam Fender grandit à North Shields. Il est issu d'une famille de musiciens. Son père Alan et son frère Liam sont tous les deux des auteurs-compositeurs. Son frère joue également de la percussion et du piano.

## Carrière
En 2019, il remporte le Brit Award Critics' Choice.

## Discographie

### Albums studio
- 2019 : Hypersonic Missiles (Polydor Records)
- 2021 : Seventeen Going Under (Polydor Records)
- 2025 : People Watching (Polydor Records)

### Compilations et Albums en public
- 2022 : Live From Finsbury Park (Concert enregistré en juillet 2022 au Finsbury Park de Londres)

### Singles
- 2017 : Play God
- 2017 : Greasy Spoon
- 2017 : Millennial
- 2017 : Start Again
- 2018 : Friday Fighting
- 2018 : Leave Fast
- 2018 : Dead Boys
- 2018 : That Sound
- 2018 : Poundshop Kardashians
- 2019 : Spice
- 2019 : Hypersonic Missiles
- 2019 : Will We Talk?
- 2019 : The Borders
- 2019 : All Is On My Side
- 2020 : Hold Out
- 2021 : Seventeen Going Under
- 2021 : Get You Down
- 2021 : Spit Of You
- 2021 : Long Way Off
- 2021 : The Dying Light
- 2022 : Getting Started
- 2022 : Alright
- 2022 : Wild Grey Ocean
- 2022 : Little Bull Of Blithe
- 2024 : Homesick (With Noah Kahan)
- 2024 : People Watching
- 2024 : Wild Long Lie
- 2025 : Arm's Length